# OLIG2
عامل النسخ قليل التغصن (OLIG2) هو عامل نسخ حلزوني-حلقي-حلزوني أساسي (شbHLH) مشفر بواسطة جين Olig2. يتكون البروتين من 329 من حمض أميني في الطول، 32 كيلو دالتون في الحجم ويحتوي على مجال واحد أشتسي لربط الحمض النووي الحلزوني-الحلقي-الحلزوني. وهو واحد من ثلاثة أفراد من عائلة الهرمون المنسَّق. العضوان الآخران هما OLIG1 وOLIG3. يقيد التعبير OLIG2 في الغالب في الجهاز العصبي المركزي، حيث يعمل كعامل مضاد للعصب العصبي وعامل عصبي في مراحل مختلفة من التطور. يُعرف OLIG2 بقدرته على تحديد تمايز الخلايا العصبية الحركية والخلايا الدبقية قليلة التغصن ط، فضلاً عن دوره في الحفاظ على النسخ المتماثل في التطور المبكر. وهو يشارك بشكل رئيسي في أمراض مثل ورم الدماغ ومتلازمة داون.

## روابط خارجية
- OLIG2+protein,+human في المكتبة الوطنية الأمريكية للطب نظام فهرسة المواضيع الطبية (MeSH).